# Малабарский каринотетрадон
Малабарский каринотетрадон, или малабарский скалозуб (лат. Carinotetraodon travancoricus) — вид пресноводных лучепёрых рыб из семейства иглобрюховых. Эндемик индийского штата Керала и южной части штата Карнатака. Виду угрожает чрезмерный вылов для продажи аквариумистам и потеря среды обитания.
Максимальный задокументированный размер составляет 3,5 см, что делает его одной из самых маленьких рыб в семействе. Хотя они состоят в близком родстве с морскими представителями семейства, они не встречаются в соленой воде, а сообщения об обратном вызваны ошибочной идентификацией.

## Распространение и статус
C. travancoricus эндемик индийского штата Керала и южной части штата Карнатака в Западных Гатах. В Керала он известен из 13 рек (а также устьев рек), в том числе Чалакуды, Памбияр, Перияр, Кабани, Бхаратапужа, Муваттупужа, Ачанковил и Ваманапурам. Он также известен из других пресных водоемов в регионе, таких как озеро Вембанад и водно-болотные угодья Триссур-Коле.
Вид классифицируется как уязвимый в Красном списке МСОП из-за потери среды обитания и чрезмерной добычи для содержания в аквариумах. Он остается многочисленным в некоторых реках, но редок в других и в целом было подсчитано, что численность вида сократилась на 30-40 % с 2005 по 2010 годы. Они найдены в некоторых заповедниках, например в Neyyar Wildlife Sanctuary.

## Описание
Окраска представителей обоих полов в основном жёлтая с тёмно-зелёными или чёрными переливающимися пятнами на боках и спине, но, как и у других представителей рода, половой диморфизм проявляется у зрелой рыбы, причем самцы окрашены более ярко, чем самки. У самцов также может быть тёмная полоса по центру их бледного живота и переливающиеся рисунки «морщин на глазах», которых нет у самок. Самки более округлые, имеют тенденцию быть немного крупнее самцов и могут иметь или не иметь более мелкие пятна между более крупными темными отметинами.

## Питание и образ жизни
В состав рациона C. travancoricus в дикой природе входят ветвистоусые, коловратки, веслоногие ракообразные и насекомые, а также диатомовые водоросли.
В отличие от многих видов иглобрюхих, которые являются одиночными и яростно защищают свою территорию, карликовая рыба Carinotetraodon travancoricus в природе держится стайками. Но, как и все иглобрюхи, они могут быть агрессивными, особенно по отношению к существам, меньшим, чем они сами.

## Размножение
Разведение этого вида в неволе несколько затруднено, а отлов для продажи подрывает популяцию вида в дикой природе.